# Multikolinearita
Multikolinearita je v ekonometrii výraz pro vadu vyskytující se v matici pozorování regresorů X, kdy není splněn jeden z Gauss-Markovových požadavků pro odhad metodou nejmenších čtverců a sice, že matice X nemá plnou hodnost - případ tzv. perfektní multikolinearity, popř. matice pozorování XTX má determinant velmi blízký nule a z toho důvodu lze odhadnout inverzní matici (XTX)−1 pouze za cenu velkých statistických chyb odhadu parametrů v regresním modelu.

## Perfektní kolinearita
{\displaystyle det(X^{T}X)^{-1}=0}
Vzniká právě tehdy, pokud jsou sloupce matice X ortogonální (jejich skalární součin je roven nule) nebo pokud je matice X singulární. V praxi není běžná a znamená spíše chybu ve specifikaci modelu.

## Multikolinearita
{\displaystyle det(X^{T}X)^{-1}{\dot {=}}0}

### Příčiny vzniku
1. Makroúdaje často vykazují stejné přírůstky za určité období a vyvíjí se stejným směrem
2. Použití zpožděné proměnné
3. V důsledku neexperimentálního charakteru dat může multikolinearita objevit i v průřezových datech
4. Při použití nula-jednotkových proměnných při špatné specifikaci modelu

### Důsledky
1. Ve statistickém výběru pozorování jsou velké standardní chyby sbj
2. Silná náchylnost odhadnutého vektoru parametrů b na malé změny v matici X
3. Vznik pochybností o modelu
4. Koeficient vícenásobné determinace R vyjde blízko 1 a současně jsou t-testy odhadnutých parametrů statisticky nevýznamné

### Měření multikolinearity

#### Regrese u modelu s max. dvěma regresory a úrovňovou konstantou
Použití párových korelačních koeficientů {\displaystyle R_{X_{i},X_{j}}} a pokud je {\displaystyle R_{X_{i},X_{j}}\geq 0.8}, pak předpokládáme multikolinearitu.

#### Vícenásobná regrese - k > 3
Použijeme metodu tzv. pomocných regresí, kdy vybereme j-tou exogenní proměnnou a vyjádříme ji zbylými k - 1 exogenními proměnnými.
{\displaystyle X_{j}=\beta _{0}+\beta _{1}X_{1}+\beta _{2}X_{2}+\dots +\beta _{k-1}X_{k-1}}
Spočteme následně koeficient vícenásobné determinace modelu R2. Pokud je R2 blízký 1, pak usuzujeme na existenci kolinearity. Pro potvrzení výsledku můžeme použít statistický F-test založený na testování významnosti celého modelu pomocné regrese.
Empirické pravidlo pro rozpoznání významné multikolinearity je, že pokud je {\displaystyle R^{2}<R_{j}{}^{2}}, kde {\displaystyle R^{2}} je koeficient vícenásobné determinace modelu a {\displaystyle R_{j}{}^{2}} je koeficient vícenásobné determinace j-té pomocné regrese, pak usuzujeme na významnou multikolinearitu.

#### Farrar - Glauberův test
Farrar navrhuje sestavit matici {\displaystyle (X^{*T}X^{*})=R={\begin{pmatrix}r_{11}&r_{12}&\dots &r_{1k}\\r_{21}&r_{22}&\dots &r_{2k}\\\vdots &\vdots &\ddots &\vdots \\r_{k1}&r_{k2}&\dots &r_{kk}\\\end{pmatrix}}} kde {\displaystyle r_{jh}=r_{hj}} jsou párové korelační koeficienty mezi proměnnými matice X normovanými podle vzorce: {\displaystyle x_{ji}^{*}={\frac {x_{ji}-{\bar {x_{j}}}}{s_{b_{j}}/{\sqrt {n}}}}}

Je zřejmé, že {\displaystyle 0\leq detR\leq 1}.
Pokud je determinant matice R roven jedné, jsou sloupce matice X nekorelované. Pokud je determinant roven 0, jedná se o perfektní multikolinearitu. Neexistuje však test statistické významnosti, jež by ukazoval, jaká hodnota det R je již "dostatečně" malá, abychom mohli soudit, že existuje statisticky významná multikolinearita. Z toho lze usoudit, že použití tohoto postupu je pouze aproximativní a na multikolinearitu ukazují až hodnoty blízko nule.[1]

## Postup při existenci silné multikolinearity
1. zvětšit počet pozorování
2. využití apriorních omezení z ekonomické teorie (které vyústí např. ve sloučení dvou proměnných)
3. vypuštění nedominantní závislé proměnné
4. použití tzv. smíšeného odhadu - využití jak průřezových, tak časových dat
5. normování proměnných - např. užití prvních diferencí, centrování apod.

## Příbuzná témata
- Zobecněná metoda nejmenších čtverců